# Recrutement
Pour les articles homonymes, voir Recrutement (homonymie).
 (novembre 2015).
Si vous disposez d'ouvrages ou d'articles de référence ou si vous connaissez des sites web de qualité traitant du thème abordé ici, merci de compléter l'article en donnant les références utiles à sa vérifiabilité et en les liant à la section « Notes et références ».
 (septembre 2015).
Le recrutement est l'ensemble des actions mises en œuvre pour trouver une personne supposée correspondre aux besoins et compétences considérées comme requises à un poste de travail donné, dans une organisation donnée.

## Enjeux d'une démarche de recrutement
Pour trouver les compétences ou le profil requis par le poste à pourvoir, il est proposé que plusieurs conditions soient réunies :
- La démarche ne peut aboutir sans qu'au préalable les compétences du poste ainsi que les besoins de l'organisation soient clairement identifiés.
- Les précautions sont prises pour que soient minimisés les risques de « reproduction sociale ». Ce peut être en effet la tendance naturelle des recruteurs ou de leur encadrement à inconsciemment ou consciemment privilégier des profils leur ressemblant (même école, sexe, origine sociale, socio-économique ou religieuse, etc.) et ce, probablement pour limiter l'incertitude de leurs choix. Ainsi, un test[1] réalisé en France en 2006 sur la base de CV a montré qu'à compétences et expériences identiques, un homme aux nom et prénom de souche française, blanc de peau et dont l'apparence physique ne présente pas de traits jugés disgracieux, a alors davantage de chance d'être convoqué à un entretien d'embauche : 3 fois plus qu’un candidat âgé, 3 fois plus qu’un candidat au patronyme maghrébin, 2 fois plus qu’un candidat en situation de handicap, 1,5 fois plus qu’une femme ;
- La tendance à la reproduction sociale s'oppose souvent à la sérendipité dans le recrutement, et à l'accueil de profils divers, nouveaux, complémentaires ou atypiques qui pourraient enrichir l'entreprise, la collectivité ou la personne cherchant un collaborateur ;
- La cooptation, encouragée par certaines formes de réseautage et de sourcing (via par exemple les réseaux d'anciens élèves de grandes écoles ou professionnels), génère de la reproduction sociale qui peut freiner l'innovation adaptative ;
- Les pratiques de discrimination - qui portent atteinte à l'égalité des chances - doivent être également repoussées. En France, toute personne s'estimant victime d'une discrimination peut porter plainte au civil (conseil des prud'hommes) et / ou au pénal (procureur de la république, commissariat de police, gendarmerie)[2].

Le coût moyen d'un recrutement externe en France serait en moyenne de 8 000 euros en 2011, c'est-à-dire environ 30 % de la rémunération annuelle brute.

## La démarche de recrutement

### Identification du poste à pourvoir
La première étape consiste à identifier une ouverture de poste au sein de l'organisation. Ceci peut être fait par les gestionnaires des ressources humaines (GRH), basé sur l'identification des besoins de ressources humaines par rapport au plan stratégique de l'organisation. Les GRH jouent un rôle capital dans cette étape car c'est leur responsabilité d'identifier les ouvertures d'emploi présentes et futures, tout en indiquant celles qui doivent être remplies de façon interne et externe. On parle parfois de « gestion prévisionnelle des emplois et compétences » (GPEC). Les ouvertures de postes peuvent par ailleurs être identifiées par les responsables d'une certaine section de l'organisation lorsqu'un emploi se libère de façon inattendue ou s'il requiert tout simplement plus de capital humain.

### Description et critères d'embauche de l'emploi
Une fois le poste libre identifié, la Direction des Ressources Humaines (DRH) doit fournir une description du poste ainsi que les critères de l'emploi à remplir pour l'obtention du poste en question. De cette façon, les candidats sont informés des tâches à accomplir en plus des compétences requises afin d'exécuter les tâches. On peut entre autres se référer aux demandes spécifiques des responsables opérationnels afin d'assurer une adéquation optimale.

### Sélection du mode de recrutement approprié
Selon la nature du poste et les critères d'embauche déterminés, le GRH doit, en accord avec le responsable opérationnel, déterminer si on utilisera le recrutement interne ou externe.

#### Le recrutement interne
Le recrutement interne privilégie la mobilité interne. Il consiste à pourvoir le poste en y nommant une personne qui travaille déjà au sein de l'entreprise. Lorsqu'elle est possible, cette méthode est souvent préférée par les GRH en raison des avantages certains qu'elle comporte.
le recrutement interne est d'un faible coût d'exécution,
la personne recrutée de cette façon connaît l'entreprise et est opérationnelle beaucoup plus rapidement (y compris s'il s'agit d'un stagiaire, intérimaire ou consultant externe).
plus largement, le recrutement interne permet, lorsqu'il est régulièrement pratiqué, de motiver les personnes travaillant pour l'entreprise du fait que ceux-ci peuvent envisager des promotions et mutations internes. (faire jouer l'ascenseur social)
Les opérations de recrutement interne peuvent commencer au sein de la GRH. Il s'agit de repérer et d'analyser les dossiers
des employés, qui devraient donc idéalement incorporer un recensement des qualifications des travailleurs,
d'identifier éventuellement immédiatement une personne présentant les qualifications nécessaires au poste à pourvoir.
Si les GRH ne trouvent pas la personne qui leur convient immédiatement, une offre de poste interne sera portée à la connaissance des employés, soit dans le bulletin de l'organisation, en ayant recours au site intranet de l'entreprise, personnellement ou même par le processus de bouche-à-oreille.

#### Le recrutement externe
Le recrutement externe est employé lorsque l'entreprise désire embaucher des individus qui ne travaillent pas dans l'organisation. Cette méthode apporte plusieurs avantages, tels l'accès à un réseau de candidats plus diversifié que l'on ne trouve pas toujours à l'intérieur de l'entreprise. Par ailleurs, recruter à l'extérieur apporte de nouvelles idées, de nouvelles techniques, bref un nouveau sens de créativité dans l'entreprise. Enfin, par comparaison avec le recrutement interne, on peut s'attendre à une diminution de la friction entre les employés qui ne sont plus en compétition pour le poste offert. La méthode peut aussi impliquer une réduction des frais de formation, puisque le candidat sélectionné aura déjà les qualifications requises à l'emploi.

##### Les modes de recrutement externe
L'embauche externe se réalise à l'aide de différentes méthodes, telles que :
- par petites annonces (presse, radio, télévision ou Internet);
- par le recours aux agences et organisations d'embauche officielles ou non, telles qu'en France, le Pôle emploi (anciennement l’ANPE) et les maisons de l'emploi ou Cap Emploi pour le recrutement de Personnes reconnus « Travailleur Handicapé » ;
- par l'utilisation de plateforme de recrutement qui permettent généralement aux entreprises de poster des offres d'emploi et aux candidats de postuler ;
- par l'examen de candidatures spontanées (reçues sous forme d'une lettre de motivation et d'un CV, par courrier ou par internet (on parle alors de « recrutement en ligne ») ;
- par les réseaux sociaux existant, tels que les fichiers des anciens élèves d'universités (ou de grandes écoles en France), associations comme l’APEC en France, ou encore les médias sociaux, tels que Facebook et LinkedIn[4], sont une autre façon de rejoindre les candidats potentiels ;
- par rencontre directe avec des candidats lors de forums organisés par des écoles ou par des groupements d'entreprises ;
- par cooptation ou parrainage : on demande aux collaborateurs de l'entreprise de proposer des candidats qu'ils connaissent ;
- par des méthodes reposant sur la simulation de situation professionnelle où l'objectif n'est pas d'évaluer les compétences sur la base d'un CV ou d'un entretien, mais en testant les aptitudes d'une personne agissant dans le cadre d'une situation professionnelle reconstituée (méthode développée par l'ex-ANPE, et dont l'emploi se généralise en France depuis 2005) ;
- L'entretien collectif : Composé de tests, d’exercices, celui-ci sert à évaluer et analyser le comportement des candidats dans des situations proches de celles en entreprise. Il permet aux recruteurs de pouvoir évaluer les compétences recherchées pour un poste. En recourant à l'entretien collectif, les recruteurs cherchent aussi à gagner du temps : voir plusieurs candidats en une demi-journée ou une journée de recrutement, leur délivrer un message identique sur l'entreprise et les postes à pourvoir.L'entretien collectif permet enfin de croiser les avis, par la présence de plusieurs observateurs[5].

##### Les prestataires du recrutement externe
Le recrutement externe peut être opéré en tout ou partie par le service interne de l'organisation.
L'entreprise peut aussi faire appel à un cabinet de recrutement pour lui déléguer une partie ou la totalité du processus de recrutement. En fonction de la mission confiée par l'entreprise et du savoir-faire du cabinet choisi, les méthodes peuvent se différencier. Il peut s'agir du simple remplacement d'un profil à l'identique ou d'un réaménagement ou d'une création de poste, ce qui peut nécessiter un audit organisationnel et la rédaction d'une définition de fonction. Une fois la mission bien définie, mandat de recherche est confié au cabinet qui peut utiliser des méthodes classiques (par annonce internet et/ou presse) ou des méthodes de recherche directe et personnalisée.  Depuis le 18 janvier 2005 et la loi de cohésion sociale dite Loi Borlot, toutes les enseignes d'intérims peuvent réaliser des prestations de placement (recrutement CDI et CDD).

##### Le rôle des agences d'intérim
Le recrutement représente un enjeu très important pour les organisations. Il doit permettre l'apport en compétences au bénéfice de l'entreprise réalisant ce recrutement. Les agences sont également sollicitées quand on souhaite recruter du personnel intérimaire pour faire face à l'imprévu en fonction de l'évolution des besoins qui peuvent nécessiter du personnel intérimaire supplémentaire.

### Création d'un portefeuille de candidats
Les méthodes de sélection examinées peuvent également être utilisée pour se créer une liste de candidats qualifiés pouvant répondre à une offre d'emploi future. Ainsi, des entreprises peuvent utiliser les méthodes de recrutement externes pour générer des candidatures spontanées qui serviront ensuite pour les besoins futurs de l'entreprise.

### Sélection et engagement des candidats
Une fois connue la liste des candidats ayant présenté leur candidature, un premier tri est opéré pour arrêter une liste restreinte (dite short-list) par analyse plus détaillée du CV et de la lettre de motivation. Cette liste prépare le stade du choix final avec les premiers entretiens avec les candidats retenus, l'administration éventuelle de tests psychotechniques, suivis d'entretien(s) avec le futur responsable hiérarchique et la personne chargée du recrutement. La décision finale étant le plus souvent le fruit d'une concertation collective.
Une fois la décision prise, elle implique un contrat de travail comportant le plus souvent une période d'essai, à l'issue de laquelle l'embauche sera définitive. L'accueil dans l'entreprise doit être soigné afin de faciliter l'intégration. Il se fait par une présentation de l'entreprise, une visite de l'établissement, un contact avec des collègues, la remise d'un livret d'accueil. Il arrive parfois que le nouvel arrivant soit pris en charge par un tuteur.

## Valeur prédictive des outils de sélection dans le recrutement
Lors du recrutement, un grand nombre d'éléments sont pris en compte dans le choix des candidats retenus (formation, expérience professionnelle, réussites professionnelles majeures, intérêt professionnel, personnalité, facteur général (G), valeurs…) et d'outils utilisés (entretiens structurés, entretiens non structurés, tests de capacités cognitives, tests de personnalité, tests de simulation…).
Ces différents caractéristiques prédisent d'une façon plus ou moins importante la réussite des candidats dans leur futur poste. La validité réelle est à distinguer de la validité perçue. La première décrit la capacité d'une caractéristique à prédire significativement la réussite. La seconde décrit la croyance en la validité d'une caractéristique.
La personnalité jouit d'une grande validité perçue (50 % des cadres en France ont subi un test de personnalité lors de leur dernier recrutement), mais la validité réelle de la personnalité comme prédicteur de la réussite est nulle ou faible.

## Législation du recrutement
Elle varie selon les époques, les pays et les types de postes. Le droit international interdit par exemple le travail des enfants.
En France, certains principes généraux doivent être respectés au recrutement, dont la non-discrimination pour un certain nombre de critères décrits et détaillés par la loi dans l'article L1132-1 du code du travail, éventuellement enrichis par exemple par des chartes de développement durable ou la Charte de la diversité).

## Bonnes pratiques
Il existe en France une Charte de la diversité en entreprise qui recommande une Traçabilité des process RH et managériaux, en tant que « Possibilité de retrouver, pour un candidat ou un salarié, la trace de toutes les étapes de sa sélection et de son évolution de carrière. Dans le cadre d'une plainte pour discrimination, cette traçabilité est particulièrement utile pour l'employeur qui doit prouver qu'aucune des décisions concernant le collaborateur n'a été prise sur la base de motifs discriminatoires ».